# Organstrukturmodell
Das Organstrukturmodell stellt eine bestimmte Art von Strukturmodell zur Charakterisierung von technischen Systemen dar. Mit ihm wird es möglich, ein technisches System in gegeneinander abzugrenzende, distinkte Teilsysteme zu untergliedern und damit letztlich in einer Struktur schlüssig beschreibbar zu machen, kurzum, ein solches System „zu strukturieren“, und, darauf aufbauend, in Funktionsorgane einzuteilen. Durch den Strukturierungsvorgang werden Aufbau- und Funktionsbeziehungen beschreibbar und gegebenenfalls operationalisierbar.
Bei den „technischen Systemen“, wie sie heutzutage üblicherweise existieren, sind Funktionen an den einzelnen Teilsystemen in vielen Fällen in der Praxis identifizierbar. Im Falle „mechatronischer Systeme“ (inklusive optoelektronischer Komponenten) können dies beispielsweise etwa Bearbeitungs-, Führungs-, Übertragungs-, Positionierungs-, Antriebs-, Steuerungs-, Optimierungs- und Stützfunktion sein.
Aus diesen Funktionen ergeben sich die einzelnen Funktionsorgane der Organstruktur.
- „Arbeitsorgan“: Das Arbeitsorgan realisiert den technologischen Grundvorgang. Das Arbeitsorgan und der Arbeitsgegenstand treten in Wechselwirkung. Das Arbeitsorgan ist somit verantwortlich für die Veränderung des Arbeitsgegenstandes.
- „Führungsorgan“: Durch das Führungsorgan wird der Freiheitsgrad des Arbeitsorgans eingeschränkt.
- „Übertragungsorgan“: Die Übertragungsorgane sind für die Energie des technischen Systems zuständig. Sie umfasst alle Teilsysteme, die Operationsenergie leiten, umwandeln oder anpassen.
- „Positionierungsorgan“: Dieses Teilsystem fixiert oder führt den Arbeitsgegenstand
- „Antriebsorgan“: Wenn die Operationsenergie nicht von außen dem System zugeführt wird, liefert das Antriebsorgan diese.
- „Steuerungsorgan“: Durch das Steuerungsorgan kann die Wirkung des Arbeitsorgans eingestellt werden. Eine Einstellung kann manuell, durch erfassen von Messwerten, oder durch das Abrufen von gespeicherten Informationen vorgenommen werden.
- „Optimierungsorgan“: Das Optimierungsorgan optimiert jeden Prozess individuell, indem Informationen des aktuellen Prozesses ausgewertet und dem Steuerungsorgan optimale Befehle übermittelt werden.
- „Stützorgan“: Stützorgane verbinden die einzelnen Funktionsorgane des technischen Systems.

In einem technikpädagogischen Konzept, das die Pädagogen Bernd Meier und Ludger Fast ausgearbeitet haben, werden Schüler im Rahmen des Schulunterrichts dazu angeleitet, Haushaltsgeräte aus dem Alltag mit Hilfe von „Organstrukturmodell“ und „9-Felder-Matrix“ in ihren Aufbau- und Funktionsbeziehungen zu beschreiben, zu klassifizieren sowie deren Stoff-, Energie- und Informationsflüsse näher zu betrachten.
Das Konzept des Organstrukturmodells ist in seinen archaischen Anfängen bereits bei John von Neumann anzutreffen, der mit dem Problem konfrontiert war, die grundlegenden Funktionseinheiten eines Computers beschreiben zu wollen, sowie nach von Neumann auch bei George R. Stibitz, der in Jahren 1947/48 das von Neumannsche Architekturkonzept zum Ausgangspunkt für eigene grundsätzliche Erwägungen über die „organization of large-scale calculation machinery“ sowie über Planungs- und Designprinzipien von „automatic computers“ nahm.